# Faulenrost
Faulenrost là một đô thị thuộc huyện Mecklenburgische Seenplatte (trước thuộc Vorpommern-Greifswald (trước thuộc Demmin)), bang Mecklenburg-Vorpommern, north-east Đức. Đô thị Faulenrost có diện tích 33,75 km², dân số thời điểm ngày 31 tháng 12 năm 2006 là 773 người.